# Thomas Megahy
Thomas Megahy (* 16. Juli 1929 in Wishaw, Lanarkshire; †  5. Oktober 2008) war ein britischer Politiker der Labour Party.

## Leben
Megahy war von 1979 bis 1999 Abgeordneter im Europäischen Parlament. Von 1987 bis 1989 war er Vizepräsident des Europäischen Parlamentes. 
Megahy war verheiratet und hatte drei Kinder.